# Porcellio marioni
Porcellio marioni är en kräftdjursart som beskrevs av Gustave Aubert och Dollfus 1890. Porcellio marioni ingår i släktet Porcellio och familjen Porcellionidae. Inga underarter finns listade i Catalogue of Life.